# عبد الحسين الجلبي
عبد الحسين علي هادي حسن محمد الجلبي الطائي هو سياسي عراقي ولد في بغداد 1877 شغل عدة مناصب في العهد الملكي في العراق.
توفي عام 1939.
ابنه عبد الهادي الجلبي شغل مناصب وزارية كذلك، أما أحفاده رشدي عبد الهادي الجلبي فقد كان نائبا عن الكاظمية عام 1948، وأحمد عبد الهادي الجلبي السياسي المعروف المتوفى عام 2015.

## المناصب
اشغل عضوية مجلس إدارة بغداد في العهد العثماني، كما شغل مناصب وزارية في الحكومات العراقية، ومناصبه هي:
- وزير المعارف في وزارة عبد المحسن السعدون الأولى للفترة من 20 تشرين الثاني 1922 حتى 22 تشرين الثاني 1923
- وزيرا في وزارة ياسين الهاشمي الأولى[1]
- وزير الإشغال والمواصلات في وزارة عبد المحسن السعدون الثانية للفترة من 26 حزيران 1925 حتى 21 تشرين الثاني 1926
- وزير الزراعة والري في وزارة جعفر العسكري الثانية للفترة من في 6 آب 1927 حتى 8 كانون الثاني 1928
- وزير المعارف في وزارة عبد المحسن السعدون الرابعة ثم وزارة ناجي السويدي ثم وزارتي نوري السعيد الأولى والثانية للفترة من 19 أيلول 1929 حتى 27 تشرين الأول 1932
- وزيرا في وزارة علي جودت الأيوبي الأولى التي استمرت للفترة من 27 آب 1934 إلى 23 شباط 1935[3]

كما كان عضوا في مجلس النواب بدورته الأولى سنة 1925 واشغل عضوية مجلس النواب بفترات أخرى.